# Morgan (Metro de Chicago)
Morgan es una estación en las líneas Verde y Rosa del Metro de Chicago. La estación se encuentra localizada en la Calle Morgan & la Calle Lake en Chicago, Illinois. La estación Morgan fue inaugurada el 6 de noviembre de 1893, pero fue clausurada el 4 de abril de 1948 y después demolida en 1964.  La Autoridad de Tránsito de Chicago es la encargada por el mantenimiento y administración de la estación. La estación fue inaugurada en otoño de 2012 luego de que iniciase su construcción en marzo de 2010.

## Descripción
La estación Morgan cuenta con 2 plataformas laterales y 2 vías.